# Монинское согласие
Мо́нинское согла́сие, или Новопомо́рское согла́сие — группа старообрядцев, отделившаяся в 1770-х годах от поморцев московского Преображенского кладбища, называемых также феодосеевцами и принадлежащих к беспоповщине.
Основателем данного согласия стал московский купец Василий Емельянов (Емельянович; 1728—1796), отвергнув основные начала своего прежнего вероучения — безбрачие и немоление за царя, — установил следующие положения для новообразовавшейся общины: «женившиеся не согрешают; брак чист; ложе не скверно и не блазненно. Подобает молиться за предержащие власти». Из всех беспоповских толков, отвергающих священство, Монинское согласие наиболее близко́ к православию. Сам Емельянов на раскольничьем соборе в Выге, в 1792 году, преимущественно под давлением Ильи Ковылина, основателя и главы Преображенского кладбища, путём насилия и даже побоев, был вынужден подписать отречение от своего учения о браке; однако, уже в Москве он вновь отступился от своего отречения и опять стал наставником особого согласия, несмотря на угрозы и побои Ковылина.
На Покровской улице в Москве была сооружена последователями Емельянова молельня, причём земля и дом для последней были куплены на имя родственника Емельянова, купца Монина. Отсюда новое учение названо монинским, а молельня — Покровской. При молельне по примеру Преображенского кладбища было устроено обширное здание для призрения больных и бедных, число которых доходило до двухсот человек. Постепенно Покровская община расширялась, привлекая к себе по преимуществу богатых поморцев, и в молельню притекали значительные пожертвования со стороны усердных прихожан.
Наибольшей силы и влияния старообрядческая община достигла, когда настоятелем её в начале XIX века стал предприимчивый московский купец Гавриил Иларионович Скачков (ряде источников Скочков), выразивший в своих сочинениях сущность новопоморского согласия и давший своему обществу прочное, определённое устройство. Скачков завёл при Покровской часовне особую «брачную книгу», в которую за известную плату в пользу молельни, доходившую для богатых людей до весьма высокой цифры, записывались раскольничьи браки. Книга хранилась у зятя Скочкова, Адриана Сверчкова, известного среди поморцев поэта. Браки поморцев были совершаемы по особой форме, установленной Скочковым, и впоследствии были признаваемы правительством законными под тем условием, чтобы в книгу заносились лишь браки московских раскольников, а не иногородних.
После смерти духовного наставника Скачкова (15 августа 1821 года), при его преемнике Антипе Андрееве, покровская община, согласно статьям в «ЭСБЕ» и «НЭС» стала распадаться, однако в других статьях этих же словарей, рассказывающих биографические сведения об Антипе Андрееве, напротив, говорится, что упадок начался после смерти последнего, а Андреев же «чрезвычайно увеличил приверженцев своей моленной».
Когда следствием, возбуждённым по поводу замеченного нарушения правил о записи браков, было установлено, что новопоморцы отступили от своего первоначального учения, отменив молитву за царя, и не признавали браков, совершённых православной церковью, вследствие чего в 1827 году была закрыта молельня, а дом и земля переданы в собственность наследникам Монина. Церковное имущество было своевременно вывезено в частную молельню купца Гусарева, ставшей общественной часовней.
В 1827 году число московских прихожан покровской общины доходило до 7 тысяч человек, и, кроме того, члены Монинского согласия встречались в Вологде, Рыбинске, Саратове, в селе Зуеве Покровского уезда Владимирской губернии и в других населённых пунктах Российской империи.